# Грабин, Владимир Владимирович
Владимир Владимирович Грабин (укр. Володимир Володимирович Грабін; род. 22 июля 1933 года, рудник Северный Артёмовского района Донецкой области Украинской ССР) — советский украинский государственный деятель, депутат Верховной рады Украины I созыва (1990—1994).

## Биография
Родился 22 июля 1933 года на руднике Северном Артёмовского района Донецкой области в рабочей семье. 
В 1950 году начал работать плотником строительного участка треста «Трансводстрой», с 1951 года был матросом, кочегаром, рулевым парохода «Молодогвардеец» (г. Днепропетровск).
С 1952 года проходил службу в Советской армии, после возвращения из армии с 1955 года работал кочегаром паровоза Нижне-Днепровского узла (г. Днепропетровск), с 1956 года — проходчиком шахты «Киевская 5» Ворошиловградской области, с 1957 года был забойщиком, затем секретарём комитета ЛКСМУ шахты Новодружевская (г. Лисичанск).
Окончил Харьковский инженерно-экономический институт по специальности «инженер-экономист»
С 1961 года был инструктором Лисичанского районного комитета КП УССР, с 1962 года — заведующим промышленно-транспортным отделом Северодонецкого городского комитета КП УССР, с 1963 года — заместителем секретаря парткома КП УССР, затем заместителем директора Северодонецкого химического комбината.
С 1967 года старший инженер-технолог, затем секретарь парткома Сумского завода тяжёлого компрессоростроения.
С 1972 года занимал должность заведующего сектором оборонной промышленности, затем заведующего промышленно-транспортным отделом Сумского областного комитета КП УССР, с 1978 года был первым секретарём Конотопского горкома КП УССР, с 1982 года — секретарём, затем с 1984 года — вторым секретарём Сумского обкома КП УССР.
В 1990 году в ходе первых альтернативных парламентских выборов в Украинской ССР был выдвинут кандидатом в народные депутаты трудовыми коллективами колхоза «Мир», Путивльского района, Путивльского МПМК-21 и Глуховского мясокомбината, 18 марта 1990 года во втором туре был избран народным депутатом Верховного совета Украинской ССР XII созыва (в дальнейшем — Верховной рады Украины I созыва) от Глуховского избирательного округа № 344 Сумской области, набрал 56,14% голосов среди 4 кандидатов. В парламенте входил в депутатские группы «Аграрии», «За социальную справедливость», был председателем подкомиссии комиссии по вопросам развития базовых отраслей народного хозяйства. Депутатские полномочия истекли 10 мая 1994 года.
Женат, имеет двоих детей.